# Urs Meier

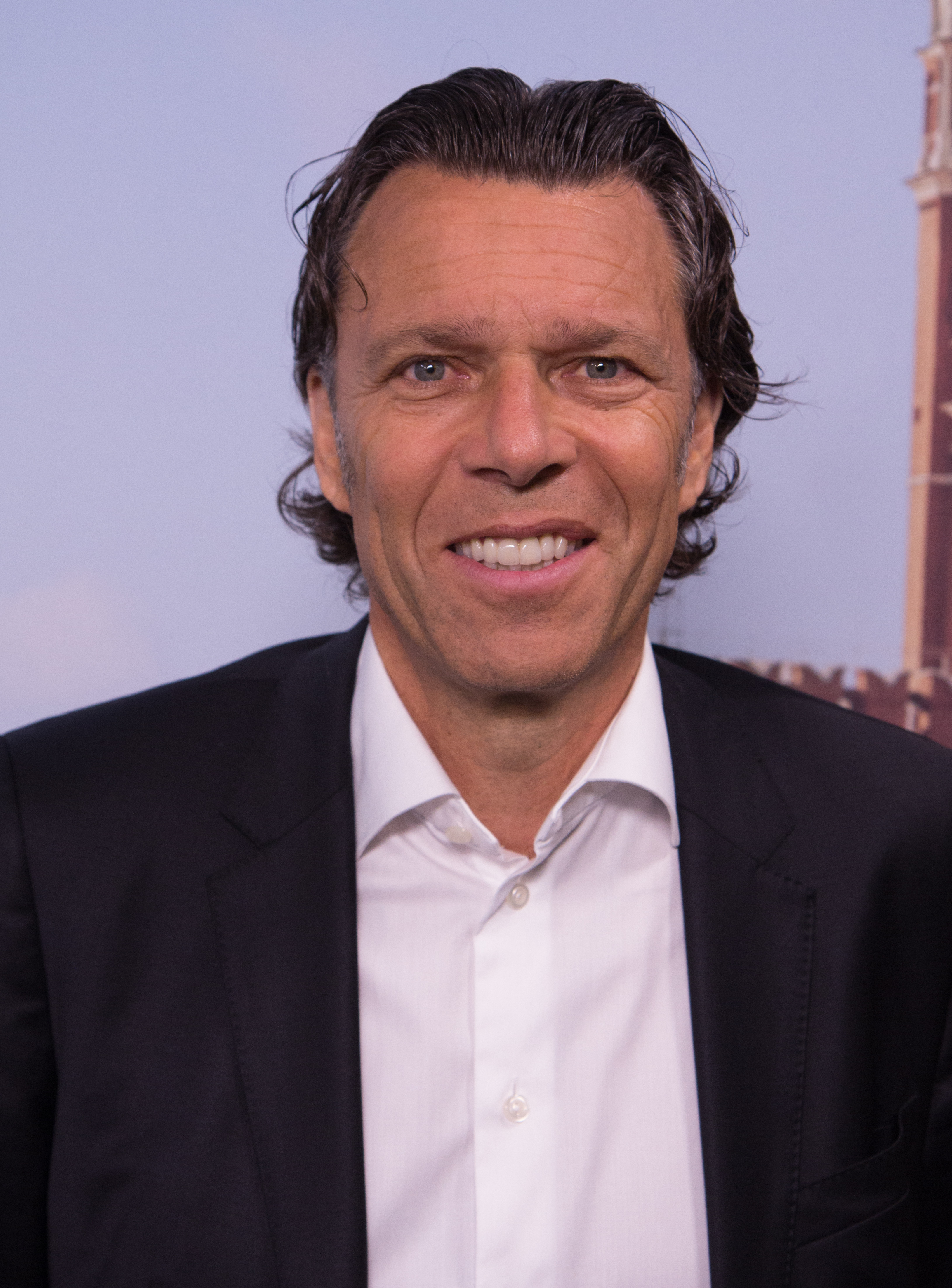
Urs Meier in 2018

Urs Meier (Würenlos, 22 januari 1959) is een Zwitserse ex-voetbalscheidsrechter die actief was op mondiaal niveau. Hij runt een keten in huishoudelijke apparaten. Tien jaar lang, van 1994 tot 2004 was hij een officiële FIFA-scheidsrechter. Door een speciale jury werd hij in 2002 gekozen als op-één-na beste scheidsrechter, en in 2004 kreeg hij brons.
Na zijn carrière als arbiter werd hij commentator om bij voetbalwedstrijden de scheidsrechterlijke beslissingen te analyseren. Onder meer bij het wereldkampioenschap voetbal voorziet hij voor ZDF de wedstrijden van zijn commentaar.

## Trivia
Meiers gezicht wordt gebruikt in het voetbalspel FIFA 2005 en FIFA 06. Uiteraard vertolkt hij hier de rol van scheidsrechter. In laatstgenoemd spel heeft hij concurrentie van de Deen Kim Milton Nielsen.

## Interlands
| Datum      | Plaats     | Wedstrijd                     | Uitslag | Competitie        | Kreeg geel | Kreeg voor de tweede keer geel en dus rood | Weggestuurd |
| ---------- | ---------- | ----------------------------- | ------- | ----------------- | ---------- | ------------------------------------------ | ----------- |
| 19-07-1994 | Tbilisi    | Georgië – Malta               | 1 – 1   | Vriendschappelijk | ?          | ?                                          | ?           |
| 29-03-1995 | Tirana     | Albanië – Moldavië            | 3 – 0   | EK-kwalificatie   | 2          | 0                                          | 0           |
| 11-10-1995 | Tbilisi    | Georgië – Bulgarije           | 2 – 1   | EK-kwalificatie   | 4          | 0                                          | 0           |
| 01-09-1996 | Ljubljana  | Slovenië – Denemarken         | 0 – 2   | WK-kwalificatie   | 5          | 0                                          | 0           |
| 31-05-1997 | Chorzow    | Polen – Engeland              | 0 – 2   | WK-kwalificatie   | 5          | 0                                          | 0           |
| 28-01-1998 | Parijs     | Frankrijk – Spanje            | 1 – 0   | Vriendschappelijk | 3          | 0                                          | 0           |
| 21-06-1998 | Lyon       | Verenigde Staten – Iran       | 1 – 2   | WK-eindronde      | 3          | 0                                          | 0           |
| 28-06-1998 | Parijs     | Nigeria – Denemarken          | 1 – 4   | WK-eindronde      | 2          | 0                                          | 0           |
| 06-09-1998 | Boedapest  | Hongarije – Portugal          | 1 – 3   | EK-kwalificatie   | 3          | 0                                          | 0           |
| 28-04-1999 | Bremen     | Duitsland – Schotland         | 0 – 1   | Vriendschappelijk | 1          | 0                                          | 0           |
| 04-09-1999 | Rotterdam  | Nederland – België            | 5 – 5   | Vriendschappelijk | 8          | 0                                          | 1           |
| 09-10-1999 | Stockholm  | Zweden – Polen                | 2 – 0   | EK-kwalificatie   | 5          | 0                                          | 0           |
| 13-11-1999 | Ljubljana  | Slovenië – Oekraïne           | 2 – 1   | EK-kwalificatie   | 5          | 2                                          | 0           |
| 16-06-2000 | Rotterdam  | Denemarken – Nederland        | 0 – 3   | EK-eindronde      | 5          | 0                                          | 0           |
| 20-06-2000 | Charleroi  | Engeland – Roemenië           | 2 – 3   | EK-eindronde      | 5          | 0                                          | 0           |
| 11-10-2000 | Oslo       | Noorwegen – Oekraïne          | 0 – 1   | WK-kwalificatie   | 2          | 0                                          | 0           |
| 10-11-2001 | Brussel    | België – Tsjechië             | 1 – 0   | WK-kwalificatie   | 2          | 0                                          | 1           |
| 10-06-2002 | Daegu      | Zuid-Korea – Verenigde Staten | 1 – 1   | WK-eindronde      | 3          | 0                                          | 0           |
| 25-06-2002 | Seoul      | Duitsland – Zuid-Korea        | 1 – 0   | WK-eindronde      | 3          | 0                                          | 0           |
| 02-04-2003 | Sunderland | Engeland – Turkije            | 2 – 0   | EK-kwalificatie   | 4          | 0                                          | 0           |
| 30-04-2003 | Eindhoven  | Nederland – Portugal          | 1 – 1   | Vriendschappelijk | 0          | 0                                          | 0           |
| 10-09-2003 | Kopenhagen | Denemarken – Roemenië         | 2 – 2   | EK-kwalificatie   | 4          | 0                                          | 0           |
| 11-10-2003 | Jerevan    | Armenië – Spanje              | 0 – 4   | EK-kwalificatie   | 3          | 0                                          | 0           |
| 19-11-2003 | Ljubljana  | Slovenië – Kroatië            | 0 – 1   | EK-kwalificatie   | 2          | 1                                          | 0           |
| 12-06-2004 | Faro       | Spanje – Rusland              | 1 – 0   | EK-eindronde      | 7          | 1                                          | 0           |
| 18-06-2004 | Porto      | Italië – Zweden               | 1 – 1   | EK-eindronde      | 5          | 0                                          | 0           |
| 24-06-2004 | Lissabon   | Portugal – Engeland           | 2 – 2   | EK-eindronde      | 6          | 0                                          | 0           |
| 04-09-2004 | Kopenhagen | Denemarken – Oekraïne         | 1 – 1   | WK-kwalificatie   | 2          | 0                                          | 0           |
| 08-09-2004 | Berlijn    | Duitsland – Brazilië          | 1 – 1   | Vriendschappelijk | 3          | 0                                          | 0           |
| 17-11-2004 | Skopje     | Macedonië – Tsjechië          | 0 – 2   | WK-kwalificatie   | 2          | 0                                          | 0           |